# Eric Pérez
Eric Alexander Pérez (Carolina, 18 december 1979) is een Puerto Ricaans professioneel worstelaar, die bekend was in de World Wrestling Entertainment (WWE) onder zijn ringnaam Eric Escobar.

## In worstelen
- Afwerking bewegingen
  - Annexation of Puerto Rico
  - Latino Temper
  - You're Done, Son

- Kenmerkende bewegingen
  - Belly to back suplex
  - Leg lariat
  - Lifting reverse STO

- Managers
  - Miss Angela
  - Vickie Guerrero

## Erelijst
- Deep South Wrestling
  - DSW Tag Team Championship (1 keer met Sonny Siaki)

- Florida Championship Wrestling
  - FCW Florida Heavyweight Championship (1 keer)
  - FCW Florida Tag Team Championship (3 keer met Eddie Colón)

- International Wrestling Association
  - IWA Hardcore Championship (3 keer)
  - IWA Intercontinental Heavyweight Championship (1 keer)
  - IWA World Tag Team Championship (3 keer; 1x met Andy Anderson en 2x met Craven)

- World Wrestling Council
  - WWC Puerto Rico Heavyweight Championship (1 keer)
  - WWC World Tag Team Championship (1 keer met Rico Suave)